# Punto Assisi
Il punto Assisi è una tecnica di ricamo molto raffinata, regolare e geometrica, che vede abbinati il punto croce e il punto scritto.

## Tecnica
Il lavoro si esegue su tessuto a trama larga e regolare (tela Assisi, émiane, tela aida, lino, Canovaccio oppure canapa e juta), in modo da poter contare i fili su cui ricamare. Solitamente si usa un unico colore di filato oppure due tonalità molto vicine dello stesso colore, una per il punto croce, l'altra per il punto scritto. Quest'ultimo ha la funzione di contornare le zone colorate a punto croce e di dare rilievo al disegno.
Il filo da ricamo è scelto in accordo con il tessuto di fondo. Può essere molto grosso, per la juta e la canapa, oppure sottile per il cotone e il lino.
Ma può essere anche di materiali diversi in ragione della destinazione che si vuol dare al prodotto: arazzo, pannello (lana, corda, cotone grosso ritorto), tovaglieria e biancheria per la casa (cotone mouliné, retors d'Alsace ma anche seta, filo sintetico, sottile filo metallico).

## Esecuzione
Caratteristica di questa stile è la valorizzazione del decoro in negativo: viene infatti ricoperto a ricamo solo lo sfondo del motivo, lasciando in bianco il soggetto. In pratica si opera al contrario rispetto al consueto modo di procedere, in cui si sceglie il soggetto decorativo e lo si colora a ricamo.
Il confronto è proposto dalle immagini seguenti:

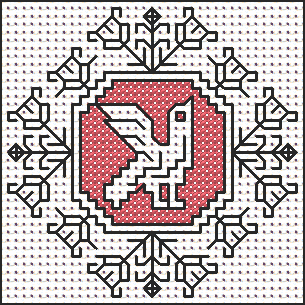
Motivo antico a punto Assisi
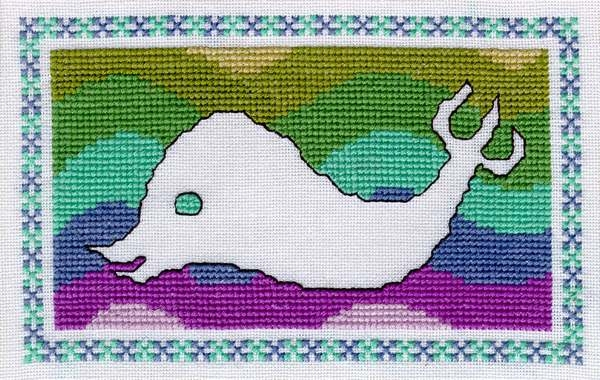
Delfino a punto Assisi
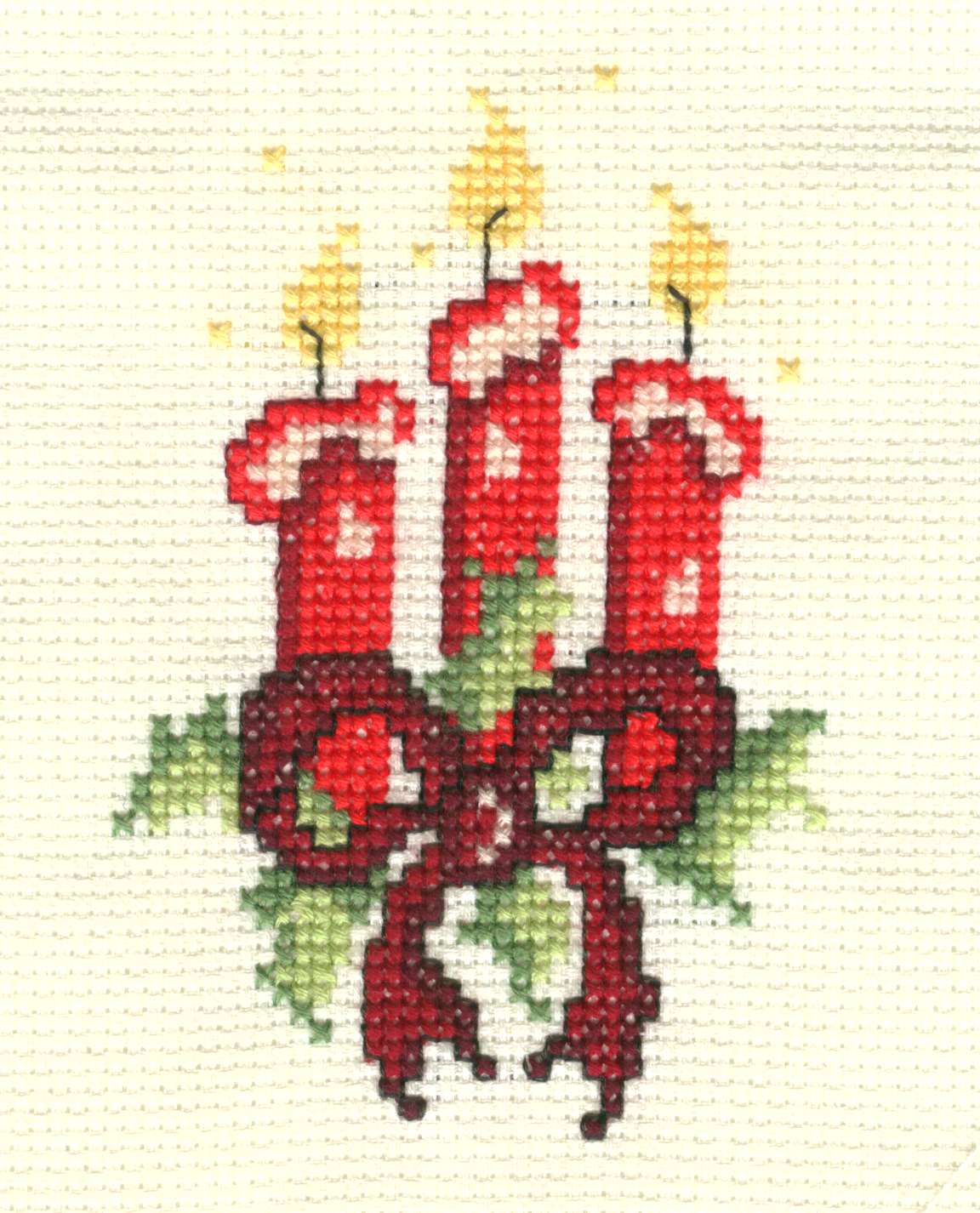
Motivo natalizio a punto croce
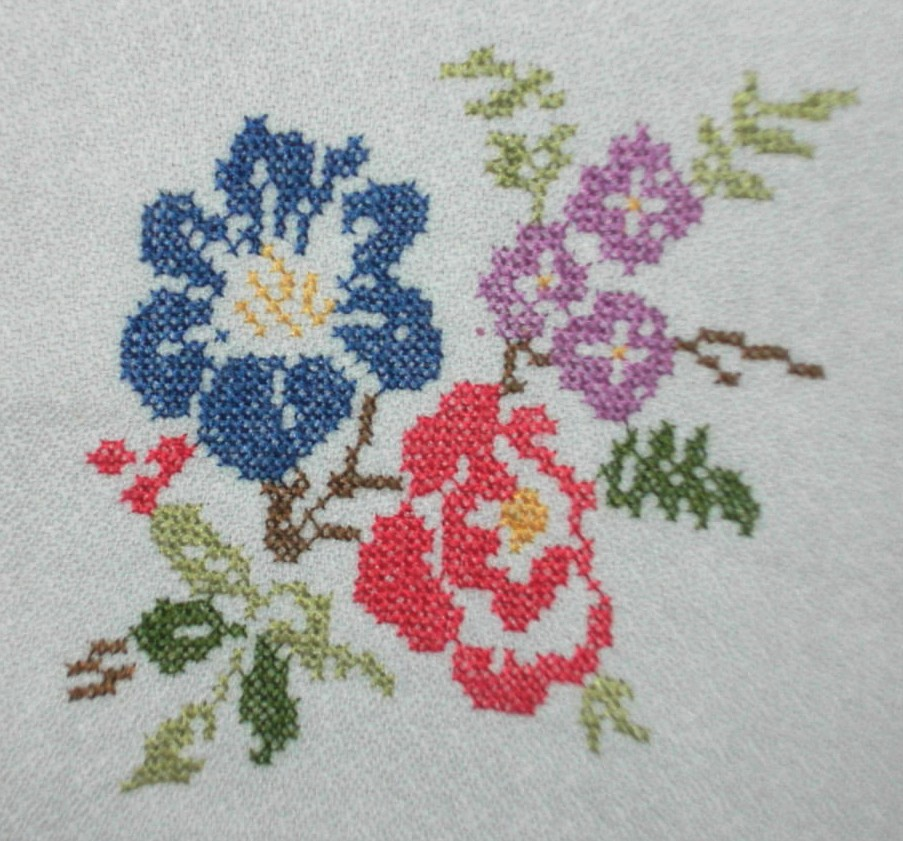
Fiori a punto croce

Il lavoro inizia con il punto scritto con il quale si tracciano tutti i contorni della composizione, anche i minimi dettagli, particolarmente se esterni al corpo principale del disegno. In seguito si procede a coprire il fondo a punto croce con un unico colore. In questo modo il motivo risalta in quanto è la sola parte del canovaccio non coperta dal ricamo.

## Punti utilizzati
Il punto scritto si esegue in due righe di filza regolarissima, una riga di andata e una di ritorno.
Il punto croce si esegue realizzando sul diritto del lavoro le diagonali di piccoli riquadri adiacenti, individuati sul canovaccio.